# Fujiwara no Akisuke
Fujiwara no Akisuke (藤原顕輔?   1090-8 de junio de 1155) fue un poeta y cortesano que vivió a finales de la era Heian. Fue hijo del Shōsanmi Fujiwara no Akisue y de la hija de Fujiwara no Tsunehira. Tuvo varios hijos entre los cuales están Fujiwara no Kiyosuke, Fujiwara no Shigeie, Fujiwara no Suetsune, la esposa de Konoe Motozane, la esposa de Kujō Kanezane y el monje budista Kenjō (como hijo adoptivo).

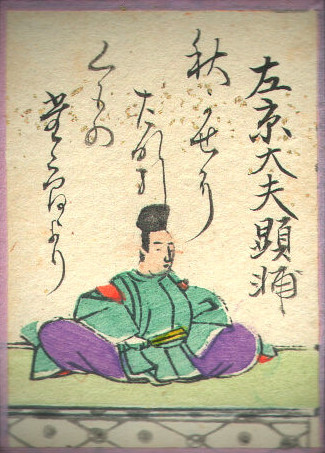
Fujiwara no Akisuke, en el Ogura Hyakunin Isshu.

En 1100 se le confirió el título de noble. Fue nombrado In no Kinshin o vasallo del Retirado Emperador Shirakawa. En 1122 se le promovió a Jusanmi. Luego de la muerte del emperador en 1129 se convirtió en Sakyō Daibu y en 1148 se le promovió a Shōsanmi.
Fue conocido como un habilidoso poeta waka y participó en varios concursos de waka. En 1144 el Emperador Sutoku le ordenó que compilara una antología imperial y en 1151 fue presentado con el nombre de Shika Wakashū. 
Algunos de sus poemas fueron incluidos en la antología Kin'yō Wakashū y uno de sus poemas fue incluido en el Ogura Hyakunin Isshu. Hizo una compilación personal de poemas en el Sakyō Daibu Akisuke-dono-shū (左京大夫顕輔卿集?).